# Komarnica, Šavnik
Komarnica este un sat din comuna Šavnik, Muntenegru. Conform datelor de la recensământul din 2003, localitatea are 66 de locuitori (la recensământul din 1991 erau 98 de locuitori).

## Demografie
În satul Komarnica locuiesc 61 de persoane adulte, iar vârsta medie a populației este de 51,6 de ani (46,3 la bărbați și 57,9 la femei). În localitate sunt 27 de gospodării, iar numărul mediu de membri în gospodărie este de 2,44.
Populația localității este foarte eterogenă.
|  |

| Demografie | Demografie | Demografie |
| An         | Locuitori  | Locuitori  |
| ---------- | ---------- | ---------- |
|            |            |            |
|            |            |            |
|            |            |            |
|            |            |            |
| 1948       | 284        |            |
| 1953       | 317        |            |
| 1961       | 293        |            |
| 1971       | 224        |            |
| 1981       | 128        |            |
| 1991       | 98         | 98         |
| 2003       | 66         | 66         |

| \| Componența etnică conform recensământului din 2003[2] \| Componența etnică conform recensământului din 2003[2] \| Componența etnică conform recensământului din 2003[2] \| Componența etnică conform recensământului din 2003[2] \| Componența etnică conform recensământului din 2003[2] \| \| ----------------------------------------------------- \| ----------------------------------------------------- \| ----------------------------------------------------- \| ----------------------------------------------------- \| ----------------------------------------------------- \| \| \| \| \| \| \| \| Muntenegreni \| Muntenegreni \| \| 34 \| 51,51% \| \| Sârbi \| Sârbi \| \| 30 \| 45,45% \| \| Iugoslavi \| Iugoslavi \| \| 1 \| 1,51% \| \| necunoscută \| necunoscută \| \| 0 \| 0% \| |              |  |    |        |
| Componența etnică conform recensământului din 2003 |              |  |    |        |
| |              |  |    |        |
| Muntenegreni | Muntenegreni |  | 34 | 51,51% |
| Sârbi | Sârbi        |  | 30 | 45,45% |
| Iugoslavi | Iugoslavi    |  | 1  | 1,51%  |
| necunoscută | necunoscută  |  | 0  | 0%     |